# کوه باتولائو
کوه باتولائو (به لاتین: Mount Batulao) یک کوه در فیلیپین است که در باتانگا واقع شده‌است. کوه باتولائو ۶۹۳ متر (۲۲۷۴ فوت) بالاتر از سطح دریا واقع شده‌است.